# Kup europskih prvaka u rukometu 1973./74.
Ovo je 14. izdanje Kupa europskih prvaka u rukometu. Sudjelovalo je 25 momčadi. Nakon dva kruga izbacivanja igrale su se četvrtzavršnica, poluzavršnica i završnica. Hrvatskih predstavnika nije bilo ove sezone. Završnica se igrala u Dortmundu ().

## Turnir

### Poluzavršnica
- Červená hviezda -  VfL Gummersbach 15:16, 10:15
- Oppsal IF Oslo -  MAI Moskva 13:10, 13:22

### Završnica
- VfL Gummersbach -  MAI Moskva 19:17

- europski prvak:  VfL Gummersbach (četvrti naslov)